# سيد حسن شبر حسين ماجد
مدرب كرة قدم بحريني. حصل على إجازة تدريب مستوى A وحاصل على المستوى الثالث في البرنامج الوطني للمدربين. وشهادة تحليل من الاتحاد الدولي لكرة القدم (الفيفا). وقد شارك في العديد من الدورات التي أشرف عليها الاتحاد الدولي لكرة القدم (الفيفا) والاتحاد البحريني لكرة القدم.
سبق له العمل مدربا لمنتخب البحرين للناشئين ومنتخب البحرين للشباب ومنتخب البحرين الأولمبي فريق الشباب لفئة الشباب ومساعد مدرب لفريق الشباب الأول في الفترة من 2000 حتى 2006.
حاليا يشرف على تدريب نادي الشباب البحريني منذ موسم 2005/2006 خلفا للمدرب السابق أحمد صالح الدخيل واستطاع أن يبعد الفريق عن خطر الهبوط إلى دوري الدرجة الأولى.